# Fort Capuzzo
Fort Capuzzo var et fort i den italienske koloni Libyen nær den libysk-egyptiske grænse. Det er berømt for sin rolle under 2. verdenskrig. 
Indenfor en uge efter Italiens krigserklæring med Storbritannien den 10. juni 1940 havde britiske styrker fra 11. husarregiment med hjælp fra enheder af 1. Royal Tank Regiment erobret for Capuzzo. Senere generobrede den italienske Sortskjorte division den under et angreb som nåede frem til Sidi Barrani i Egypten. I december 1940 blev fortet igen erobret af britiske styrker under Operation Compass. De blev igen tilbageerobret af den tyske general Erwin Rommel under hans første offensiv den 12. april.. Under Operation Brevity skiftede fortet kortvarigt hænder mellem den 15. og 16. maj, men endte med at forblive på italienske hænder, da operationen mislykkedes og de angribende briter trak sig tilbage. Fortet blev erobret af divisionen fra New Zealand den 22. november 1941 under operation Operation Crusader. Aksestyrker tog igen kontrollen med fortet efter slaget ved Gazala før fortet vendte tilbage til allieret kontrol for sidste gang efter det Andet slag om el-Alamein.

## Eksterne links
- Paterson, Ian A. "History of the British 7th Armoured Division: Operation Brevity". Arkiveret fra originalen 29. september 2007. Hentet 2008-01-02.
- tegning fra 1943 af Jack Crippen Arkiveret 14. oktober 2008 hos  Wayback Machine

## Fodnoter
1. ↑  ""History of the 7th Armored, List of Battles, 1941". Arkiveret fra originalen 2. august 2012. Hentet 16. november 2008.
2. ↑  Playfair, V.II pg. 162
3. ↑  Playfair, V.III Pg 48

31°34′51″N 25°3′8″Ø / 31.58083°N 25.05222°Ø